# Epithelantha
Epithelantha F.A.C.Weber ex Britton & Rose è un genere di piante succulente della famiglia delle Cactacee.

## Tassonomia
Il genere comprende le seguenti specie:
- Epithelantha bokei L.D.Benson
- Epithelantha cryptica D.Donati & Zanov.
- Epithelantha greggii (Engelm.) Orcutt
- Epithelantha ilariae D.Donati & Zanov.
- Epithelantha micromeris (Engelm.) F.A.C.Weber ex Britton & Rose
- Epithelantha pachyrhiza (W.T.Marshall) Backeb.
- Epithelantha polycephala Backeb.
- Epithelantha potosina (D.Donati & Zanov.) D.Aquino & S.Arias
- Epithelantha pulchra (D.Donati & Zanov.) D.Aquino & S.Arias
- Epithelantha spinosior C.Schmoll